# Xalet d'en Molar
Xalet d'en Molar és una casa del municipi de Colera (Alt Empordà) inclosa en l'Inventari del Patrimoni Arquitectònic de Catalunya.

## Descripció
Situat a llevant del nucli urbà de la població de Colera, a la carretera de la Rovellada i en una zona elevada davant la platja dels Morts.

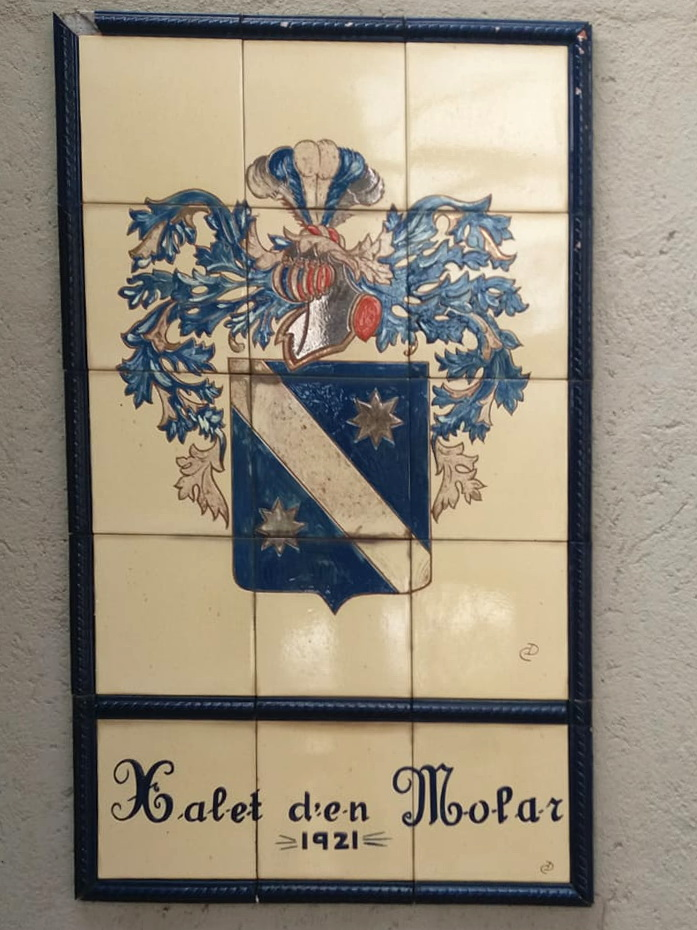
Xalet d'en Molar (Colera). Escut heràldic i data de construcció de l'edifici

Edifici de planta quadrada, amb la coberta de teula de quatre vessants i distribuït en planta baixa i dos pisos. La part destacable de l'edifici és el balcó corregut que envolta tot el perímetre del primer pis, el qual acaba formant una terrassa volada damunt la porta d'accés principal, d'arc rebaixat amb l'emmarcament motllurat. Destaca la barana del balcó, formada per una balustrada de color blanc. L'edifici presenta, a la planta baixa, altres portals d'accés d'obertura rectangular, els quals presenten els emmarcaments arrebossats. Al primer pis, els finestrals de sortida al balcó presenten un emmarcament motllurat a manera de guardapols, amb un motiu decoratiu de guix a la part superior. Aquests finestrals s'alternen amb altres obertures ovalades. A la segona planta hi ha finestres rectangulars amb els emmarcaments arrebossats.
La construcció està arrebossada i pintada de color marró.

## Història
Casa construïda vers el 1921, tal como ho testimonia la data inscrita en un mosaic de rajoles situat a la porta d'entrada a la finca.